# 渋谷天外 (2代目)
二代目 渋谷 天外（しぶや てんがい、1906年〈明治39年〉6月7日 - 1983年〈昭和58年〉3月18日）は、松竹新喜劇を創立した上方を代表する喜劇俳優、劇作家。本名は渋谷 一雄（）。ペンネームは「舘直志（）」。
女優の浪花千栄子は元妻。元松竹新喜劇女優の九重京子（本名：渋谷喜久栄、1921年 - 2015年）は後妻。

## 来歴・生涯

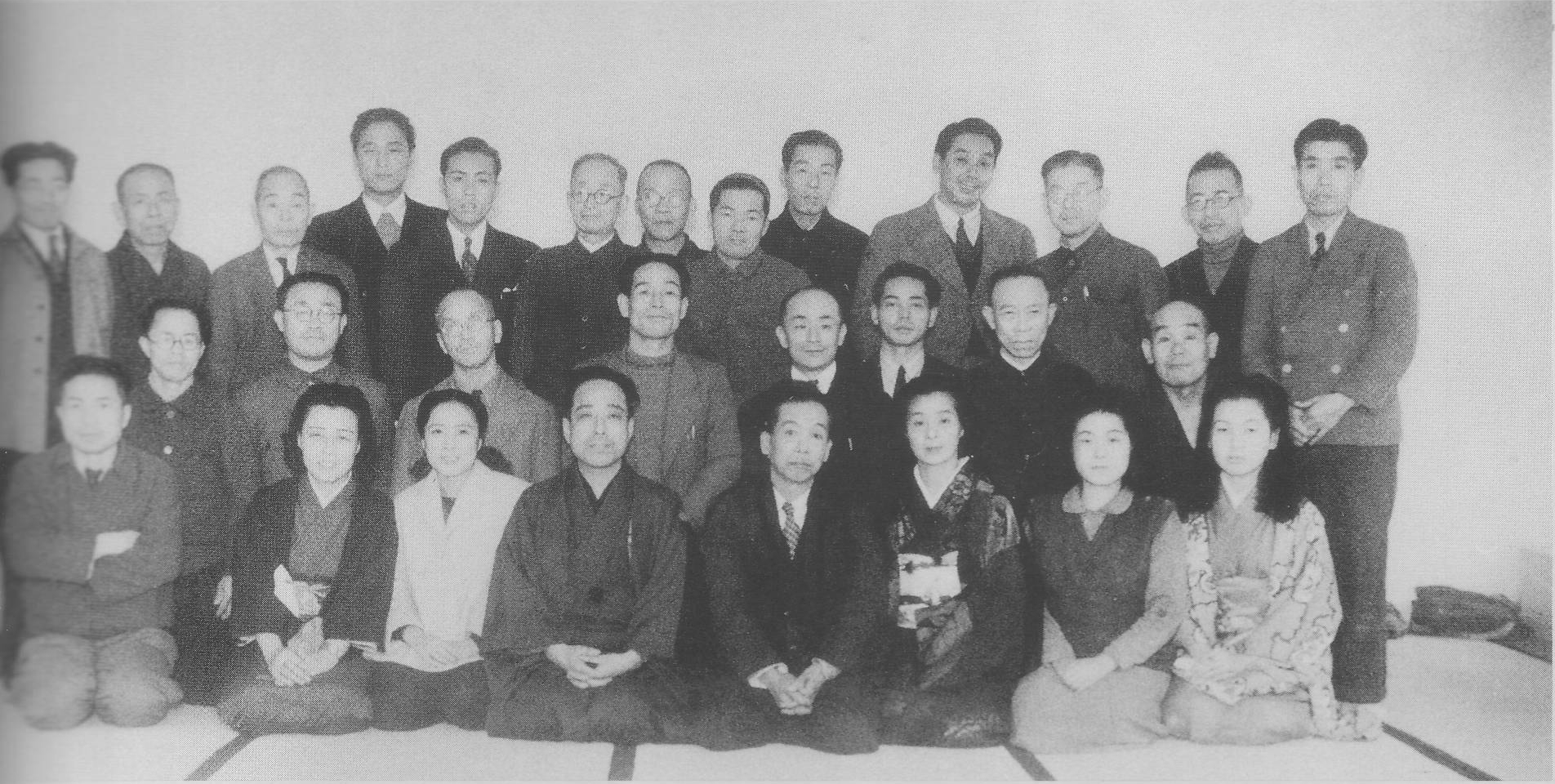
結成当時の松竹新喜劇メンバー。前列左から4人目が二代目天外。

楽天会の主宰者初代渋谷天外の長男として京都市で生まれる。8歳で同劇団で初舞台を踏む。1906年の父の死去（10歳で死別）後、楽天会は解散する。
しばらく舞台から離れていたが、1922年（大正11年）「志賀廼家淡海一座」に加わる。1923年（大正12年）から、曾我廼家十郎のすすめで劇作にも意欲的に取り組んだ。この時、十郎からは「しっかりものを書くんやで。出来は悪うてもええ、自分のもんを書け。ただし泥棒はあかん、癖になるさかいな。」と教えられた。後年天外は「何でも、ようメモはとります。…けど、実際に役に立つのは、十分の一ですな。…言いたいことを吐きだすのが一番と違いますか。」と小林信彦のインタビューに答えている。（小林信彦「日本の喜劇人」）
1928年（昭和3年）、曾我廼家十吾、石河薫らと松竹家庭劇を結成し、角座で旗揚げ公演を行う。翌1929年（昭和4年）、2代目渋谷天外を襲名し、全国的に活躍する。1930年、松竹家庭劇の女優の浪花千栄子と結婚。
戦後、1946年（昭和21年）松竹家庭劇を脱退し、劇団「すぃーとほーむ」を結成するが、1948年（昭和23年）、「五郎劇」、「松竹家庭劇」と合同して、「松竹新喜劇」を結成し、中座で初公演を行う。
1951年ごろ、新喜劇の新人女優の九重京子との間に子供が生れたのをきっかけに、浪花と離婚し、九重と再婚。ただし千栄子が籍をぬかなかったのでこの時点で正式な離婚は成立していない。1954年12月に正式な離婚と1955年3月に入籍となった。
曾我廼家五郎、十郎、十吾、渋谷天外、藤山寛美という流れは、演劇表現の保守派と革新派が交互に現れている（ただし、時系列を全部逆に並べた実験的戯曲などを書いたといわれる曾我廼家十郎は鎌倉の曾我兄弟と同じく五郎より実年齢は上である）が、天外は革新派にあたり、三島由紀夫や谷崎潤一郎の劇化にも挑み、実現はしなかったがチェーホフの翻案なども念願していた。楽屋では、原稿用紙、ノート類、演劇専門書が山の様に積まれるなど学究肌の面があった。天外自身、自作自演について、自制力が必要と説き「自分で脚本書いて、演出して、しかも主役をやったら、どないなりますか？お山の大将、独裁者です。」として、その悪しき例にチャップリンの晩年の作「ニューヨークの王様」を挙げている。
1956年（昭和31年）に十吾は退団するが、自身の弟子的存在で、以後、人気俳優となる藤山寛美とのコンビで人気を呼ぶ。
その後、看板俳優兼作家として大活躍。執筆した作品は556篇にのぼり、合作、脚色もあわせると1000篇を超える。代表作に「親バカ子バカ」「桂春団治」などがある。
1957年（昭和32年）、「毎日演劇賞」、1964年（昭和39年）、「NHK放送文化賞」を受賞する。
1965年（昭和40年）、松竹新喜劇の人気が急上昇する中、公演中に倒れ、回復後は麻痺が残るも1967年（昭和42年）舞台に復帰する。その入院中に寛美が多額の借金問題で当時の（株）松竹新喜劇の勝忠男社長に解雇され、天外も病床にて事後承認せざるをえなかった。
1968年（昭和43年）、紫綬褒章、1977年には、勲四等旭日小綬章を受章する。
1983年（昭和58年）3月18日、逝去。76歳没。墓所は天王寺区宗慶寺。
1992年（平成4年）に次男の喜作（渋谷天笑）が3代目を襲名する。

## テレビドラマ出演
- 百億円の阿呆ぼん（1968年 - 1969年、読売テレビ） - 主演
- 伝七捕物帳（1968年、TBS）

## 映画

### 原作
- 1932.01.08　南地囃子 　東活映画
- 1939.04.25　”人生双六”より　あわてた友情 　新興東京
- 1939.06.24　江戸っ子大繁盛 　松竹下加茂
- 1940.09.28　玩具工場 　新興東京
- 1953.02.25　総理大臣の恋文 　東宝
- 1956.06.08　月夜の阿呆鳥 　大映京都
- 1956.06.21　漫才提灯 　大映京都
- 1956.07.26　箱入娘と番頭 　宝塚映画
- 1956.08.01　五十年目の浮気 　宝塚映画
- 1956.11.07　アチャコ行状記　親馬鹿天国 　宝塚映画
- 1956.12.19　アチャコ行状記　嫁取り試験 　宝塚映画
- 1957.01.29　金語楼純情日記　初恋社長 　宝塚映画
- 1957.02.12　金語楼純情日記　珍遊侠伝 　宝塚映画 　...　劇化
- 1957.04.16　チンドンやの娘 　宝塚映画 　...　劇化
- 1957.06.12　へそくり親爺 　宝塚映画 　...　劇化
- 1957.12.28　喰いだおれ一代 　松竹京都
- 1958.11.23　帰って来た縁談 　松竹大船 　...　劇化
- 1959.01.01　空かける花嫁 　松竹大船 　...　劇化
- 1960.09.11　親バカ子バカ 　松竹京都
- 1960.09.28　気まぐれ鴉 　大映京都

### 脚本
- 1956.11.27　世にも面白い男の一生　桂春団治 　宝塚映画
- 1965.05.22　色ごと師春団治 　東映京都

### 出演
- 1956.03.18　続二等兵物語　五里霧中の巻 　松竹京都
- 1956.03.18　たぬき 　松竹京都＝京都映画
- 1957.05.21　伴淳・森繁の糞尿譚 　松竹京都
- 1958.09.07　泣き笑い！日本晴れ 　松竹大船
- 1960.09.11　親バカ子バカ 　松竹京都

## 演じた俳優とドラマ
- 藤木悠 -「笑わぬ男」1970年7月放送（NHK）
- 津川雅彦 -「藤山寛美物語」1991年9月放送（MBS制作　TBS系）
- 成田凌 - 『おちょやん』2020年度下期放送（NHK連続テレビ小説）、役名は天海一平[1]